# Kajántó
Kajántó (románul Chinteni, korábban Chintău) település Romániában, Kolozs megyében, az azonos nevű község központja.

## Fekvése
Kalotaszeg peremén, Kolozsvártól 13 kilométernyire észak-északnyugatra, a kajántói tóból eredő Kajántópataka völgyében terül el. A völgy jellemző geomorfológiai jelensége a földcsuszamlás, más néven suvadás.

## Története
Első írásos említése Kayan thow néven 1263-ból maradt fenn.
1283-ban p. Kayanthow, 1285-ben p. Kayanto, 1301-ben p. Kayanthow, 1314-ben p. Kayantou, 1339-ben  Kayantho néven írták.
A falu a kolozsmonostori apátság birtoka volt, ezt a tatárjárás után IV. Béla adománylevele újból megerősítette.
1339-ben az apát Macskási József fiait perelte, mivel elfoglalták és lekaszálták Kajántópada nevű rétjét, melyet a nemesek Józsefszénafüve néven neveztek. Erre a Macskásiak lemondtak róla az apát javára.
1569-1577 között Kajántó Forgách Ferenc váradi püspök birtoka volt.
1579-ben Kajántó, Bogártelke és Tiborc birtokot mely Blandrata György fejedelmi udvari orvos birtoka, kitől Lónai Kendi Sándor és Losonczi Bánffy Farkas vásárolta meg.
1581-ben Báthory Zsigmond fejedelem Kajántót, Bogártelkét és Tiborcot magához váltotta a kolozsvári jezsuita rendház részére.
Később magánföldesúri, majd fejedelmi birtok lett, Gyalu tartozéka volt.
A 20. század elején Kolozs vármegye Kolozsvári járásához tartozott.
2007-es hír, hogy a Kolozs megyei tanács cargo repülőtér építését tervezi a község területén.

## Lakosság
1910-ben 1213 lakosából 742 magyar, 471 román volt. Ebből 178 római katolikus, 613 görögkatolikus, 405 református volt.
1992-ben a lakosok száma 1022-re csökkent, ezen belül 549 román és 420 magyar lakost írtak össze.

## Látnivalók
- Katolikus temploma a 12. század végén – 13. század elején épült. A szentély boltozata, a sekrestye ajtaja és a papi fülke a 14. századból származnak. Bencések birtokában van 1427 előttről – 1566-ig. A lakosság a 16. században unitárius, majd református lesz és ők használják a templomot is. 1586-ban elűzik a Báthory István által betelepített jezsuitákat, és ismét a reformátusoké a templom 1769-ig. 1779-től napjainkig a kolozsvári ferencesek és világi papok irányítják az egyházközösség életét. 1780-ban szentelték fel Mindenszentek tiszteletére. A szentély különös értéke az oszlopos, hármas ívű, gótikus oszlopfülke. 1978-ban végezték az utolsó felújítást.
- Református templom (1887)

## Híres szülöttei
- Debály Ferenc József (1791–1859) zeneszerző, az uruguayi és a paraguayi himnusz szerzője esetleg itt születhetett, de ez csak feltételezés.
- Józsa János (1901–1973) tudománytörténész, műfordító
- Lakó Éva (Lakóné Hegyi Éva; 1935) régészeti szakíró, muzeológus
- Szekernyés János (1941. szeptember 27.) irodalomtörténész, újságíró
- Kelemen Árpád (1932–1997), a kolozsvári Műszaki Egyetem professzora, feltaláló, a New York-i Tudományos Akadémia tagja

## További információk

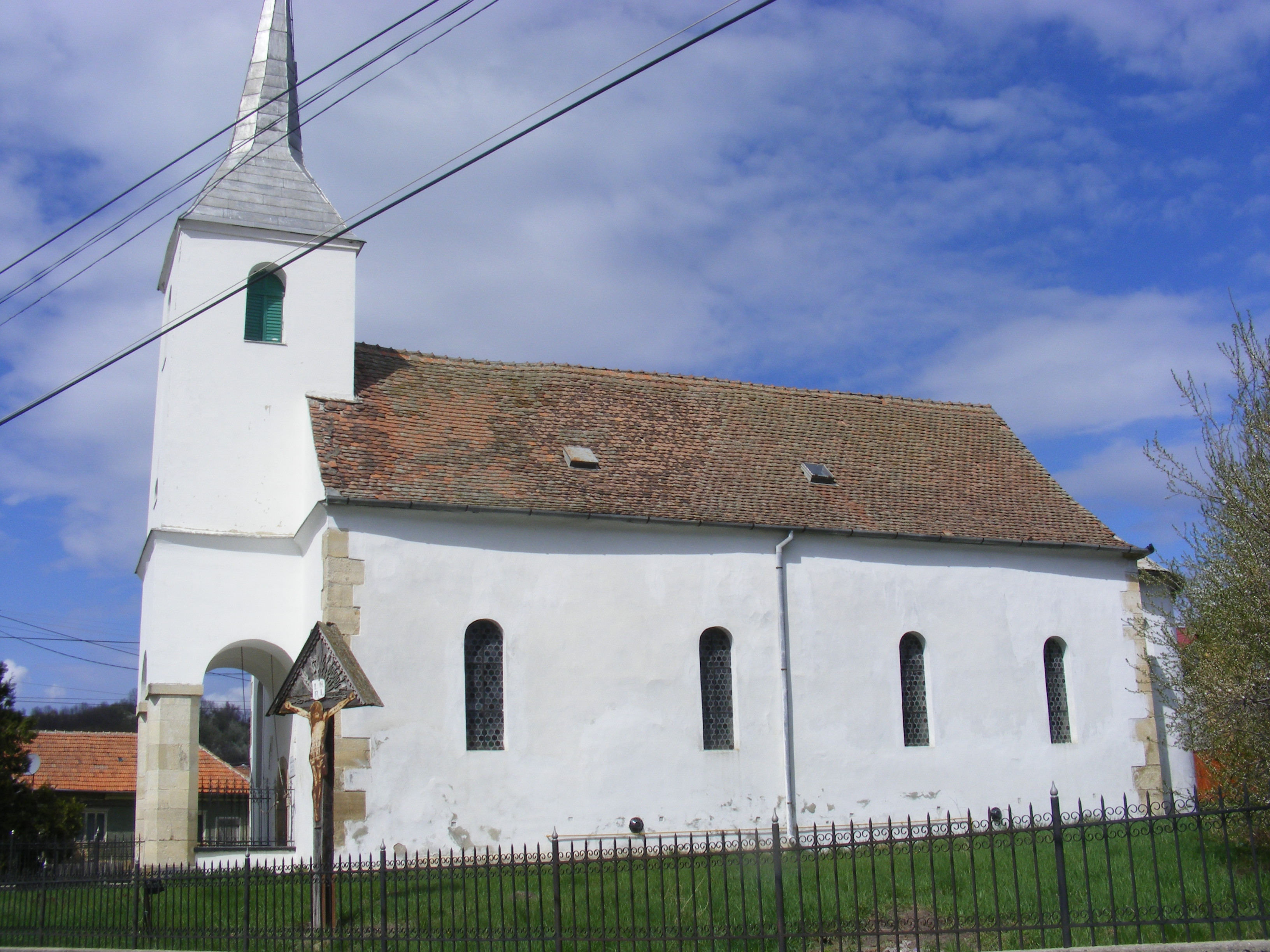
Római-katolikus templom
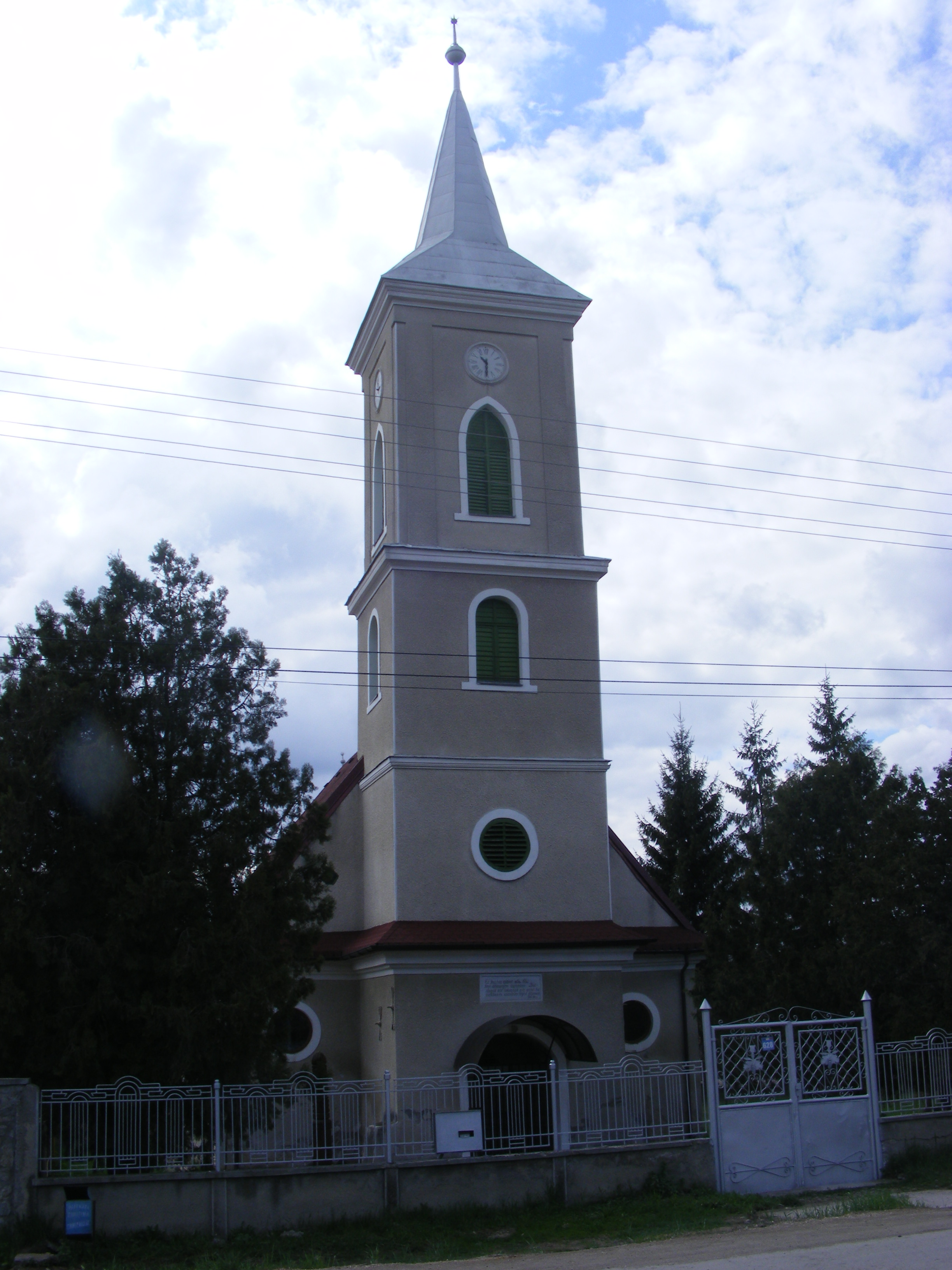
Református templom
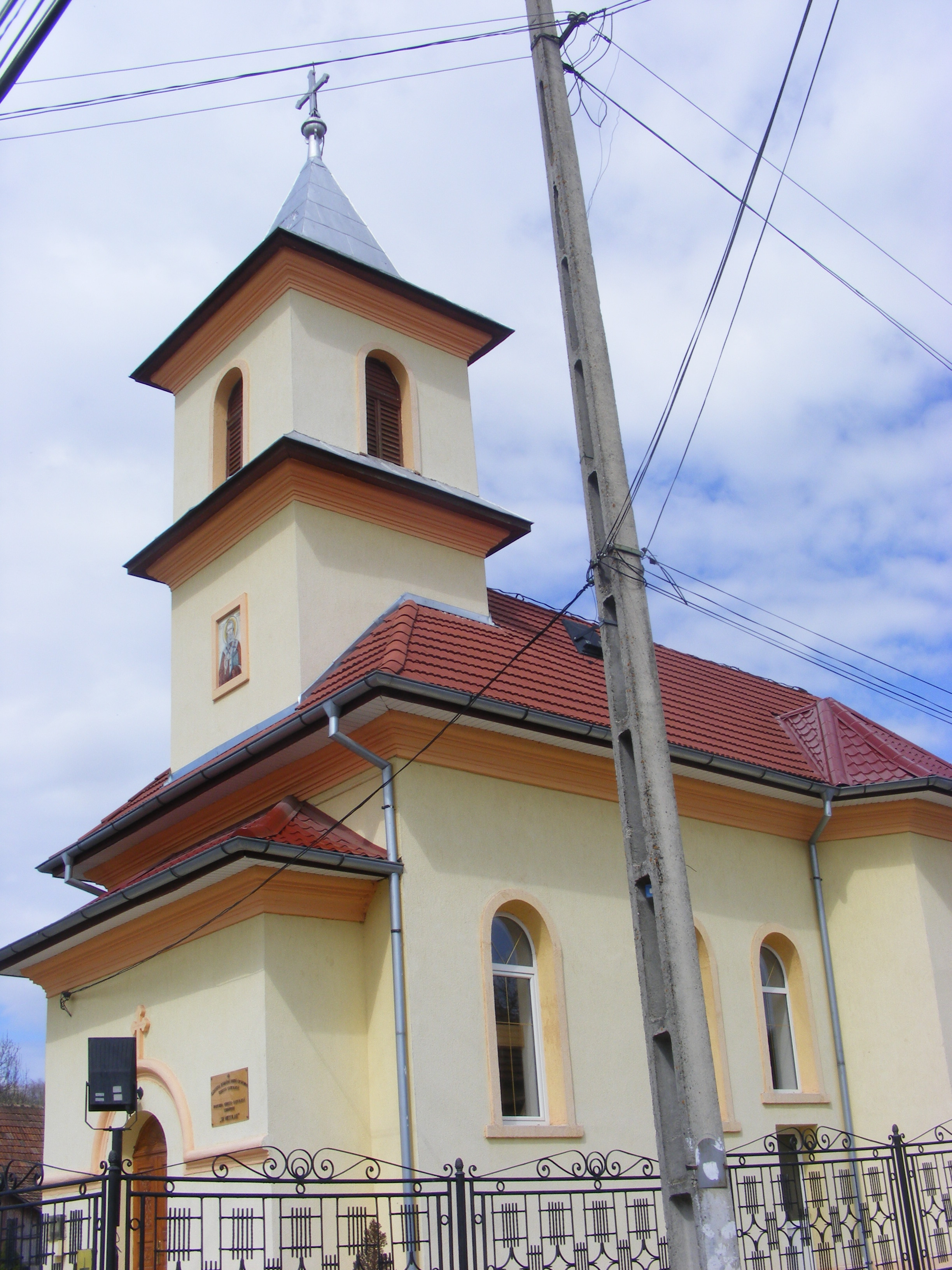
Görög-katolikus templom
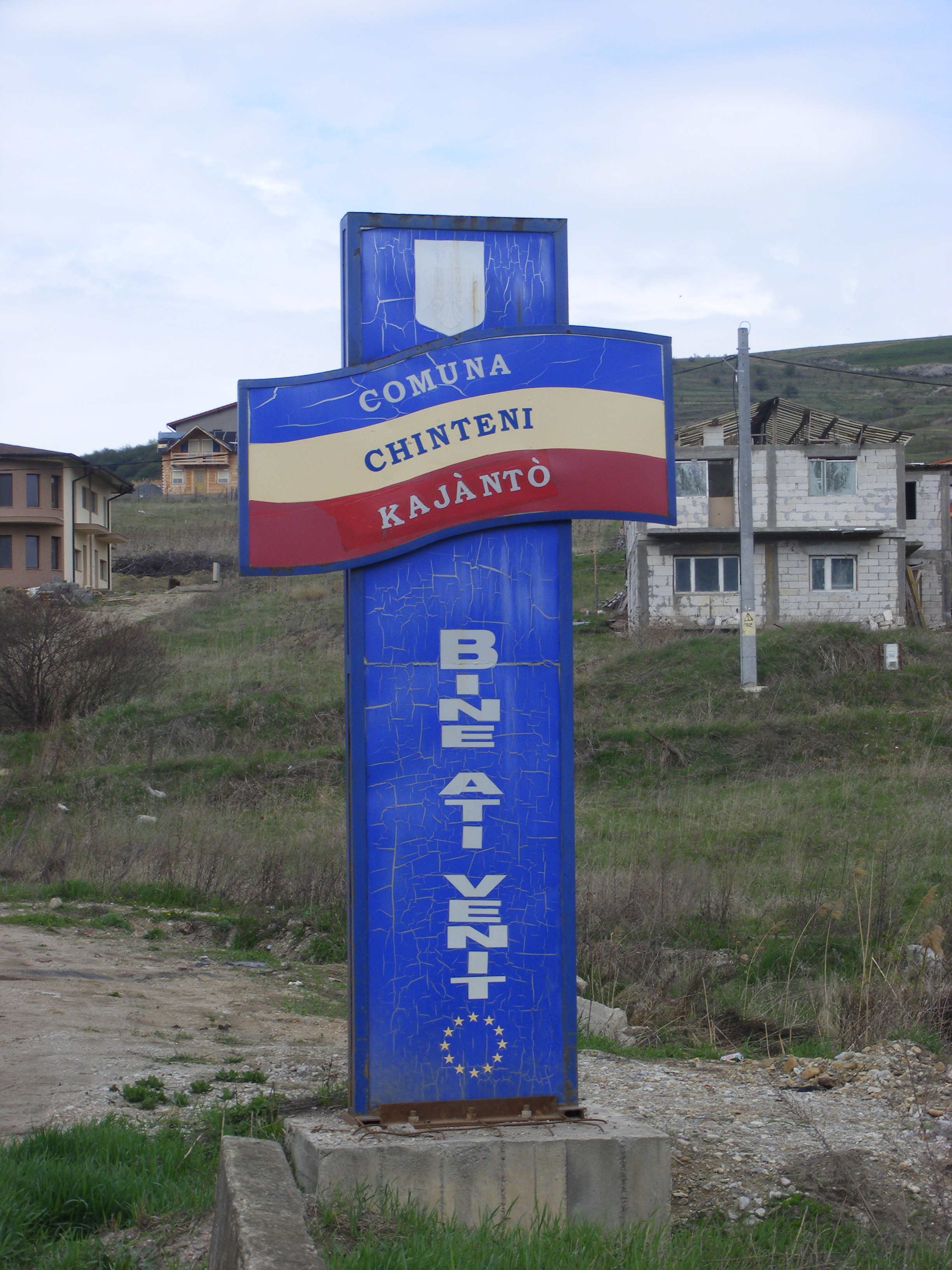
A falu bejárata